# Boulevard of Broken Dreams
"Boulevard of Broken Dreams" là một bài hát của ban nhạc rock người Mỹ Green Day. Đây là một bản power ballad và là bài thứ tư trích từ album phòng thu thứ bảy của nhóm mang tên American Idiot (2004). Hãng thu âm Reprise Records đã chọn "Boulevard of Broken Dreams" làm đĩa đơn thứ hai được phát hành trích từ American Idiot vào ngày 29 tháng 11 năm 2004. Ca từ của bài do giọng ca chính Billie Joe Armstrong chắp bút, còn phần nhạc do ban nhạc sáng tác. Khâu sản xuất do Rob Cavallo và Green Day chịu trách nhiệm xử lý.
Bài hát nói lên góc nhìn của "Jesus of Suburbia" (nhân vật chính trong American Idiot), có tiết tấu trung bình và đặc trưng bởi ca từ u tối và ảm đạm. Màu sắc này đối lập với bài trước trong album là "Holiday", diễn tả sự phấn khích cao độ của Jesus of Suburbia ở The City. Green Day Makes a Video của MTV miêu tả "Holiday" là một bữa tiệc, còn "Boulevard of Broken Dreams" là tàn dư sau đó.
Ca khúc xếp thứ nhất trong cuộc bầu của độc giả: Danh sách đĩa đơn của thập kỷ vào năm 2009 và vị trí thứ 65 trong danh sách 100 bài hát hay nhất thập kỷ cùng năm ấy của Rolling Stone. Ca khúc bán ra hơn hai triệu bản tại Hoa Kỳ tính đến năm 2010. Đĩa đơn vươn tới vị trí á quân (hạng cao nhất) trên Billboard Hot 100, trở thành bài hát thành công nhất của Green Day ở Hoa Kỳ. Tác phẩm là đĩa đơn bán chạy thứ chín ở thập kỷ 2000–2009 với doanh số vượt mốc năm triệu bản. Tính đến năm 2021, "Boulevard of Broken Dreams" là bài hát duy nhất thắng cả giải Grammy cho Thu âm của năm lẫn giải Video âm nhạc của MTV cho Video của năm. Đây vẫn là một trong những bài hát trứ danh của Green Day.

## Hoàn cảnh ra đời và phát hành
Sau màn thể hiện nghèo nàn trên thị trường thương mại của Warning (2000) - album phòng thu thứ sáu của ban nhạc punk rock người Mỹ Green Day, ban nhạc bắt đầu tiến hành làm album phòng thu thứ bảy, lấy tựa là Cigarettes and Valentines. Trong lúc sản xuất album, các đĩa thu demo trong phòng thu bị lấy trộm, buộc Green Day phải hủy dự án và bắt đầu sáng tác album mới từ con số không. Nhờ đó mà album American Idiot được phát hành vào năm 2004. American Idiot là một album chủ đề nhạc punk rock, với nội dung xoay quanh câu chuyện về một thiếu niên (tự nhận mình là "Jesus of Suburbia") trưởng thành ở Hoa Kỳ trong thời gian tại vị của tổng thống George W. Bush và thời điểm diễn ra chiến tranh Iraq. Cậu ta phê phán cả Bush lẫn cuộc chiến ấy.
Một số bài hát trong album do Billie Joe Armstrong (giọng ca chính của Green Day) sáng tác khi sống một mình tại thành phố New York trong vài tuần vào năm in 2003, anh thuê một căn gác xép nhỏ ở khu East Village của Manhattan với mục tiêu nghĩ ra những ý tưởng cho bài hát mới. Trong thời gian sống ở thành phố, Armstrong sáng tác "Boulevard of Broken Dreams" để nói về quãng thời gian ở thành phố New York, về "cảm giác cô đơn", rồi lấy đó làm động lực trở nên mạnh mẽ. Năm 2004, Armstrong trình bày băng demo của ca khúc cho nhà sản xuất Rob Cavallo. Sau khi nghe bài hát, Cavallo tán thành về ca khúc và cho rằng bài sẽ gặt hái thành công. Cuối cùng bài hát được thu thanh tại Ocean Way Recording. Tựa ca khúc được đặt theo bức họa Boulevard of Broken Dreams của Gottfried Helnwein miêu tả James Dean, Humphrey Bogart, Marilyn Monroe và Elvis Presley cùng ở một quán ăn diner trên phố, với tựa đề phản ánh cái chết của họ.
American Idiot được phát hành vào ngày 21 tháng 9 năm 2004; "Boulevard of Broken Dreams" là bài thứ tư trong danh sách ca khúc chuẩn của album. Bài hát được chọn làm đĩa đơn thứ hai phát hành từ album vào ngày 26 tháng 11 năm 2004. Một bản thu bài hát trực tiếp được đưa vào album thu thanh trực tiếp Bullet In A Bible, ra mắt vào năm 2005. Bài hát có mặt trong American Idiot - vở nhạc kịch jukebox dựa trên album, cùng album thu thanh của các diễn viên năm 2010. Sau đó ca khúc được đưa vào album tuyển tập God's Favorite Band (2017) của Green Day, và được đưa vào đĩa tái bản kỷ niệm năm American Idiot ra đời, cùng các băng thu thanh trực tiếp và demo của ca khúc ra mắt vào năm 2024.

## Sáng tác và ca từ
"Boulevard of Broken Dreams" là một bản nhạc emo hard rock, và power ballad. Thời lượng của bài là bốn phút 22 giây. Bài hát bắt đầu ngay sau khi ca khúc trước đó trong album là "Holiday", với phần đầu bài "Boulevard of Broken Dreams" dần biến mất ở nốt cuối của ca khúc. Giai điệu của ca khúc tương đối đơn giản, chủ yếu là sử dụng hiệu ứng nối tiếp bằng guitar điện từ nốt của bài "Holiday", cùng với một đoạn nhạc bằng guitar acoustic; Mike Dirnt và Tré Cool hỗ trợ phần đệm nhịp bổ sung cho bài. Ở các điệp khúc của bài có sự xuất hiện của hòa âm đệm mở rộng. Khi đến đoạn kết, giai điệu của bài ngày càng nặng quãng nghịch. Các nốt nhạc chính của bài tương đồng với những nốt mở đầu ca khúc "Wonderwall" của Oasis, làm cho Noel Gallagher của ban nhạc đó công kích Green Day vào năm 2006.
Về mặt ca từ, bài hát phản ánh tình trạng hiện tại của Jesus of Suburbia sau khi rời bỏ những người thân yêu và sớm trở nên đơn độc, đối mặt với tương lai bất định. Trật tự thời gian của bài được đặt một ngày sau khi "Holiday" - ở ca khúc ấy, ban đầu Jesus of Suburbia ăn mừng sự tự do mới có được, song sau đó trở nên bất mãn. Lời ca khúc khắc họa sự bất mãn đó khá chân thực, mở đầu bằng mọt phiên khúc nói về việc dạo bước một mình trên đường, chẳng biết đi về đâu. Ở phiên khúc thứ hai, Jesus of Suburbia nói có một đường thẳng "divides me somewhere in my mind." Theo Jordan Blum của PopMatters, một số lời của bài hát dự báo trước tương lai của Jesus of Suburbia, cho thấy nhân vật chính bị mắc chứng rối loạn nhân cách ranh giới.
Điệp khúc nhắc lại cảm giác cô độc của anh ta: "My shadow's the only one that walks beside me / My shallow heart's the only thing that's beating", đồng thời bày tỏ mong muốn "someone up there will find me", hi vọng gặp được người giúp anh ta vượt qua nỗi cô đơn - chủ đề này được giải quyết ở các bài hát tiếp theo trong album. Lora Kelly của The New York Times miêu tả ca khúc là "điểm trầm" trong câu chuyện của Jesus of Suburbia và thấy phần lời của bài giống như lời bộc bạch về một buổi diễn ca nhạc. Blum miêu tả phần lời ca khúc là "có ngôn từ khiêm tốn" và nhận định rằng nó cho thấy "cấu trúc đơn giản và sáng tác hay có thể tạo ra phát ngôn nghệ thuật hay nhất có thể" ra sao.

## Biểu diễn xếp hạng
"Boulevard of Broken Dreams" được xướng danh là Thu âm của năm tại giải Grammy năm 2006. Sức hấp dẫn lớn của bài được thể hiện qua phần biểu diễn trên một số bảng xếp hạng đĩa đơn của Billboard: tác phẩm có 14 tuần nắm ngôi quán quân trên bảng xếp hạng Mainstream Rock Tracks và trụ tại đó trong 38 tuần, 16 tuần nắm ngôi đầu bảng xếp hạng Modern Rock Tracks và trụ tại đó trong 32 tuần, 11 tuần nắm ngôi đầu bảng xếp hạng Adult Top 40 và trụ ở đó trong 44 tuần, và bốn tuần nắm ngôi đầu bảng xếp hạng Mainstream Top 40 và trụ ở đó trong 26 tuần. Đây là ca khúc đầu tiên đứng đầu cả bốn bảng xếp hạng cùng lúc, giúp bài gặt hái thành công ở nhiều bảng xếp hạng. Nhạc phẩm đoạt ngôi á quân Billboard Hot 100 (thứ hạng cao nhất mà một bài hát của Green Day có được trên Billboard Hot 100), nắm giữ vị trí ấy trong năm tuần xếp sau "Candy Shop" của 50 Cent. Đây cũng là ca khúc đầu tiên của Green Day tiến vào bảng xếp hạng Adult Contemporary, vươn đến vị trí số 30 (hạng cao nhất) và tuy "Good Riddance (Time of Your Life)" không xuất hiện trên Adult Contemporary, song ca khúc đó vẫn có mặt trên bảng xếp hạng định kỳ của Adult Contemporary.
Ngoài thị trường Hoa Kỳ, "Boulevard of Broken Dreams" đạt thứ hạng cao trên nhiều bảng xếp hạng quốc tế. Ca khúc ra mắt và giành vị trí thứ năm (hạng cao nhất) trên UK Singles Chart vào ngày 5 tháng 12 năm 2004, đem lại cho ban nhạc đĩa đơn lọt top 10 thứ ba ở quốc gia đó. Tác phẩm có mặt ở top 100 của Anh Quốc trong 29 tuần, trở thành đĩa đơn trụ hạng lâu nhất thời điểm của nhóm, song gần một năm sau thì "Wake Me Up When September Ends" có đến 32 tuần trụ hạng ở Anh; đây vẫn là bài trụ hạng lâu thứ hai trên bảng xếp hạng của Anh. Năm 2021, Hiệp hội Công nghiệp Thu âm Anh trao cho tác phẩm chứng nhận Bạch kim nhờ doanh số và lượt phát trực tuyến vượt mốc 600.000 đơn vị. Đĩa đơn cũng gặt hái thành công ở Ireland, hai lần đạt vị trí á quân vào tháng 1 năm 2005 và có tổng cộng 23 tuần trụ trong top 50. Đây là đĩa đơn có biểu diễn xếp hạng cao nhất của nhóm, trước khi "The Saints Are Coming" đứng đầu bảng Irish Singles Chart vào năm 2006. Ở những nơi khác tại châu Âu, ca khúc nắm ngôi đầu bảng tại Cộng hòa Séc, á quân ở Thụy Điển và lọt top 10 ở Áo, Đan Mạch và Na Uy. Tại Australasia, ca khúc đạt hạng năm ở cả New Zealand và Úc. Bài hát trụ ở bảng xếp hạng của New Zealand lâu hơn, bài góp mặt trên RIANZ trong 25 tuần so với 17 tuần trụ trên ARIA Singles Chart. Tuy nhiên, nhìn chung ca khúc vẫn nổi tiếng hơn ở Úc, từng là đĩa đơn bán chạy thứ 31 vào năm 2005 và có được chứng nhận Bạch kim từ ARIA nhờ doanh số vượt mốc 70.000 bản.
Nhằm ứng phó với Bão Katrina và tận dụng độ phổ biến của "Boulevard of Broken Dreams", Green Day đã quyên tặng toàn bộ lợi nhuận của ca khúc trên iTunes trong năm đó dành cho tổ chức American Red Cross nhằm cứu trợ trong bão Katrina.

## Video âm nhạc
Video âm nhạc (MV) của "Boulevard of Broken Dreams" do Samuel Bayer làm đạo diễn. Các MV của "Holiday" và "Boulevard of Broken Dreams" được ghi hình với một cốt truyện nối tiếp duy nhất—MV của "Boulevard of Broken Dreams" tiếp nối phần kết của "Holiday", còn vài giây cuối của "Holiday" lại có ở đầu MV của "Boulevard of Broken Dreams". Cả hai MV đều được ghi hình liên tiếp. MV của bài miêu tả các thành viên trong ban nhạc sau khi xe ô tô của họ chết máy giữa sa mạc, rồi họ bắt đầu buồn bã bước bộ trên con đường đầy bụi. Những cảnh trong MV đan xen với thước phim được ghi hình quanh Los Angeles, miêu tả người vô gia cư và những cảnh tượng đáng thương khác. MV còn ghi lại tiết mục biểu diễn bài hát của ban nhạc ở một nhà kho bỏ hoang.
MV có xuất hiện một chiếc xe Mercury Monterey mui trần đời năm 1968 - nó được chỉnh trang để ghi hình trong các MV của "Holiday" và "Boulevard of Broken Dreams". Chiếc xe có gắn hình cánh tay và hình trái tim lựu đạn lấy từ bìa album American Idiot để trang trí mui xe, nó cũng được dùng trong MV của "Holiday". "Nắm đấm sắt" thực ra được dùng trong MV của "Walking Contradiction", khi các thành viên gặp nhau trên một chiếc xe ô tô ở cuối MV. Tên ban nhạc cũng được in bằng dòng chữ bạc, đặt ở trước mui xe. Ban nhạc đã lái chiếc xe này đến lễ trao giải Video âm nhạc của MTV 2005. Như đã trình bày ở thước phim đặc biệt Making the Video của MTV, Bayer đã sử dụng những kỹ thuật phi chính thống để có được màu phim (film look) cũ trong MV của "Boulevard of Broken Dreams", gồm sử dụng dụng màn hình chiếu sau (rear projection, trái ngược với phông xanh) và tác động vật lý để phá phần âm bản: cào xước phim bằng lưỡi cạo, đổ cà phê lên phim và làm nhòe bằng thuốc lá.
MV ca khúc đã đoạt sáu giải tại giải Video âm nhạc của MTV vào năm 2005, đáng chú ý nhất là hạng mục Video của năm. Tác phẩm cũng thắng giải Video của nhóm nhạc xuất sắc nhất, Video nhạc rock xuất sắc nhất, Chỉ đạo xuất sắc nhất, Biên tập video xuất sắc nhất và Quay video xuất sắc nhất.

## Danh sách ca khúc
| UK CD1 and European CD single | UK CD1 and European CD single | UK CD1 and European CD single |
| STT                           | Nhan đề                       | Thời lượng                    |
| ----------------------------- | ----------------------------- | ----------------------------- |
| 1.                            | "Boulevard of Broken Dreams"  |                               |
| 2.                            | "Letterbomb" (trực tiếp)      |                               |

| UK CD2 and Australian CD single | UK CD2 and Australian CD single | UK CD2 and Australian CD single |
| STT                             | Nhan đề                         | Thời lượng                      |
| ------------------------------- | ------------------------------- | ------------------------------- |
| 1.                              | "Boulevard of Broken Dreams"    |                                 |
| 2.                              | "American Idiot" (trực tiếp)    |                                 |
| 3.                              | "She's a Rebel" (trực tiếp)     |                                 |

UK limited-edition 7-inch picture disc
| Mặt A | Mặt A                        | Mặt A      |
| STT   | Nhan đề                      | Thời lượng |
| ----- | ---------------------------- | ---------- |
| 1.    | "Boulevard of Broken Dreams" |            |

| Mặt B | Mặt B                    | Mặt B      |
| STT   | Nhan đề                  | Thời lượng |
| ----- | ------------------------ | ---------- |
| 1.    | "Letterbomb" (trực tiếp) |            |

Ghi chú
- Tất cả những bài thu thanh trực tiếp được ghi âm vào ngày 21 tháng 9 năm 2004, tại Irving Plaza ở thành phố New York.

## Đội ngũ sản xuất
Đội ngũ sản xuất được lấy từ các dòng ghi chú của đĩa UK CD1.
- Green Day – sản xuất, sáng tác nhạc
  - Billie Joe Armstrong – hát chính, guitar, viết lời
  - Mike Dirnt – guitar bass, hát bè
  - Tré Cool – trống
- Rob Cavallo – sản xuất
- Doug McKean – kỹ sư thu âm
- Chris Lord-Alge – trộn âm
- Chris Bilheimer – chỉ đạo nghệ thuật

## Xếp hạng
| Xếp hạng (2004–2006)                       | Vị trí cao nhất |
| ------------------------------------------ | --------------- |
| Úc (ARIA)                                  | 5               |
| Áo (Ö3 Austria Top 40)                     | 8               |
| Bỉ (Ultratip Flanders)                     | 4               |
| Bỉ (Ultratip Wallonia)                     | 3               |
| Bolivia (Notimex)                          | 1               |
| Canada CHR/Pop Top 30 (Radio & Records)    | 2               |
| Canada Hot AC Top 30 (Radio & Records)     | 1               |
| Canada Rock Top 30 (Radio & Records)       | 1               |
| Colombia (B & V Marketing)                 | 5               |
| Cộng hoà Séc (IFPI)                        | 1               |
| Đan Mạch (Tracklisten)                     | 8               |
| Châu Âu (Eurochart Hot 100)                | 13              |
| Phần Lan (Suomen virallinen lista)         | 16              |
| Pháp (SNEP)                                | 19              |
| Đức (GfK)                                  | 13              |
| Hungary (Rádiós Top 40)                    | 3               |
| Ireland (IRMA)                             | 2               |
| Hà Lan (Dutch Top 40)                      | 34              |
| Hà Lan (Single Top 100)                    | 25              |
| New Zealand (Recorded Music NZ)            | 5               |
| Na Uy (VG-lista)                           | 4               |
| Peru (UNIMPRO)                             | 4               |
| Scotland (OCC)                             | 3               |
| Thụy Điển (Sverigetopplistan)              | 2               |
| Thụy Sĩ (Schweizer Hitparade)              | 12              |
| Anh Quốc (OCC)                             | 5               |
| Anh Quốc Rock and Metal (OCC)              | 1               |
| Hoa Kỳ Billboard Hot 100                   | 2               |
| Hoa Kỳ Adult Alternative Songs (Billboard) | 1               |
| Hoa Kỳ Alternative Songs (Billboard)       | 1               |
| Hoa Kỳ Adult Contemporary (Billboard)      | 30              |
| Hoa Kỳ Adult Pop Airplay (Billboard)       | 1               |
| Hoa Kỳ Mainstream Rock (Billboard)         | 1               |
| Hoa Kỳ Pop Airplay (Billboard)             | 1               |
| US Pop 100 (Billboard)                     | 1               |

| Xếp hạng (2020)                   | Vị trí cao nhất |
| --------------------------------- | --------------- |
| Hoa Kỳ Hot Rock Songs (Billboard) | 7               |

| Xếp hạng (2004)                   | Vị trí |
| --------------------------------- | ------ |
| UK Singles (OCC)                  | 99     |
| US Modern Rock Tracks (Billboard) | 91     |

| Xếp hạng (2005)                       | Vị trí |
| ------------------------------------- | ------ |
| Úc (ARIA)                             | 31     |
| Áo (Ö3 Austria Top 40)                | 36     |
| Brazil (Crowley)                      | 5      |
| Châu Âu (Eurochart Hot 100)           | 26     |
| Đức (Official German Charts)          | 62     |
| Hungary (Rádiós Top 40)               | 4      |
| Thụy Điển (Sverigetopplistan)         | 24     |
| Thụy Sĩ (Schweizer Hitparade)         | 54     |
| UK Singles (OCC)                      | 88     |
| US Billboard Hot 100                  | 7      |
| US Adult Top 40 (Billboard)           | 1      |
| US Mainstream Rock Tracks (Billboard) | 1      |
| US Mainstream Top 40 (Billboard)      | 5      |
| US Modern Rock Tracks (Billboard)     | 2      |
| US Triple-A (Billboard)               | 6      |
| Venezuela Pop/Rock (Record Report)    | 36     |

## Chứng nhận
| Quốc gia | Chứng nhận  | Số đơn vị/doanh số chứng nhận |
| --- | ----------- | ----------------------------- |
| Úc (ARIA) | Bạch kim    | 70.000^                       |
| Canada (Music Canada) | 6× Bạch kim | 480.000‡                      |
| Đan Mạch (IFPI Đan Mạch) | Bạch kim    | 90.000‡                       |
| Đức (BVMI) | Vàng        | 250.000^                      |
| Ý (FIMI) | Bạch kim    | 50.000‡                       |
| Tây Ban Nha (PROMUSICAE) | Bạch kim    | 60.000‡                       |
| Anh Quốc (BPI) | Bạch kim    | 600.000‡                      |
| Anh Quốc (BPI) "Holiday" / "Boulevard of Broken Dreams"                                                                                        | Vàng        | 400.000‡                      |
| Hoa Kỳ (RIAA) Digital | Vàng        | 500.000*                      |
| Hoa Kỳ (RIAA) Mastertone | Vàng        | 500.000*                      |
| * Chứng nhận dựa theo doanh số tiêu thụ. ^ Chứng nhận dựa theo doanh số nhập hàng. ‡ Chứng nhận dựa theo doanh số tiêu thụ và phát trực tuyến. |             |                               |

## Lịch sử phát hành
| Vùng                     | Ngày                 | Định dạng              | Hãng thu âm | C.thích |
| ------------------------ | -------------------- | ---------------------- | ----------- | ------- |
| Hoa Kỳ                   | 29 tháng 11 năm 2004 | Contemporary hit radio | Reprise     | [ 91 ]  |
| Vương quốc Liên hiệp Anh | 29 tháng 11 năm 2004 | CD                     | Reprise     | [ 92 ]  |
| Úc                       | 13 tháng 12 năm 2004 | CD                     | Reprise     | [ 93 ]  |